# パヴェウ・ダヴィドヴィチ
パヴェウ・ダヴィドヴィチ（Paweł Dawidowicz, 1995年5月20日 - ）は、ポーランド・オルシュティン出身のサッカー選手。ポーランド代表。ポジションはディフェンダー、 ミッドフィールダー。

## 経歴

### クラブ
レヒア・グダニスクの下部組織で育ち、2013年5月にトップチームデビューを果たした後、2014年にポルトガルのベンフィカに5年契約で移籍した。ベンフィカではリザーブチームに所属し、そこで2シーズンを過ごしたのち、2016年8月にはドイツツヴァイテリーガのボーフム、2017年8月にはイタリアセリエBのパレルモにレンタル移籍をした。
2018年8月には同じくセリエBのヴェローナと買い取り義務付きのレンタル移籍で2022年6月までの契約を結ぶと、ヴェローナはこの2018-19シーズンの昇格プレーオフを制し翌シーズンのセリエA復帰が決まった。2019年8月25日に行われた2019-20シーズンの開幕節ボローニャ戦では先発となりセリエAのデビューを果たしたが、開始13分で相手へのPK献上及び退場となった。

### 代表
2015年11月17日、ヴロツワフで行われたチェコとの親善試合で交代出場しポーランド代表デビューを飾った。
2018 FIFAワールドカップに向けた35名の予備登録メンバーに選出されたが、23名の最終メンバーからは外れた。
2021年6月、UEFA EURO 2020に臨む26名のメンバーに選出された。本大会ではグループステージ第2節のスペイン戦で1-1で引き分けているなか85分から交代でピッチに入ったが、これが大会唯一の出場機会となり、チームもグループE最下位で大会を終えた。